# Mugnano
Mugnano is een plaats (frazione) in de Italiaanse gemeente Perugia. Het staat bekend om haar muurschilderingen, Muri Dipinti, die overal in Mugnano te zien zijn. Mugnano telt 742 inwoners (telling 2001) en ligt 5 km van Lago Trasimeno.